# Helgafton

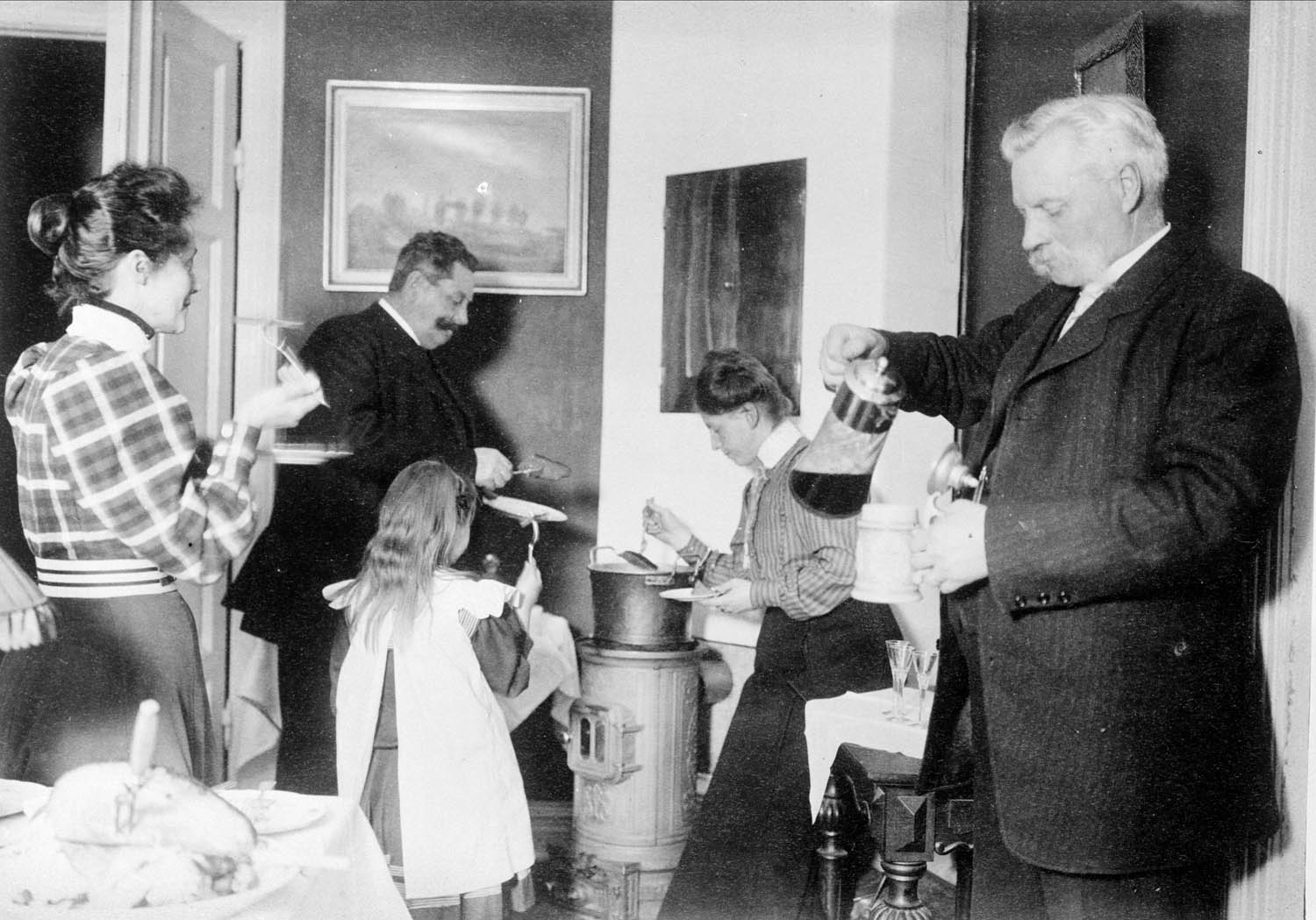
Dopp i grytan förknippas i Sverige med julafton.

En helgafton eller en helgdagsafton är dagen före vissa allmänna helgdagar och inte bara kvällen innan, trots namnet. Helgdagsaftonen kan vara helt ledig, eller så är arbetsdagen och skoldagen förkortad (undantaget yrken som polis, brandsoldat eller läkare, vilka alltid måste finnas till hands).
Helgen inleds således i kyrklig mening klockan 18 kvällen innan själva helgdagen, och detta markeras med helgmålsringning.
I Sverige skiljer man på fasta helgdagsaftnar, som infaller samma datum varje år, och rörliga helgdagsaftnar som flyttas för varje år.
Helgaftnar som är mer eller mindre lediga i flera kristna länder:
- trettondagsafton 5 januari
- påskafton
- pingstafton
- midsommarafton
- allhelgonaafton
- julafton 24 december
- nyårsafton 31 december

Dessutom är sedan 1900-talets mitt även varje lördag ledig för de flesta yrkesgrupper i många länder, det vill säga helgaftonen före den vanliga veckans söndag.

### Fotnoter
1. ↑  ”Helgafton”. Vykort. http://www.vykort.com/helgdagar/helgaftnar.html. Läst 21 oktober 2017.